# Isabelle Lesens
Isabelle Lesens est une journaliste française et consultante en mobilités, élue locale et militante cycliste à l'origine de la reconquête des berges de la Seine par les piétons, les cyclistes et les rollers. Elle est l'auteure du blog Isabelle et le vélo.

## Biographie
Isabelle Lesens est diplômée en lettres modernes de l'université de Rouen. Elle est née et vit à Paris. Elle raconte avoir découvert le vélo à Rouen lorsque, au chômage, elle devait se rendre à une agence Pôle Emploi éloignée de son domicile. C'est au contact du militant Jacques Essel qu'elle prend conscience de l'importance qu'allait prendre le vélo dans sa vie, et que celui-ci serait son levier de changement pour la ville.
De 1982 à 1990, elle travaille pour la Délégation interministérielle à l'aménagement du territoire et à l'action régionale (DATAR), dont elle anime entre 1988 et 1990 la Lettre mensuelle.
Elle réalise en 1990 un tour de France à vélo des villes les plus cyclables dont elle tire un Hit-parade des villes cyclistes publié dans 50 millions de consommateurs en juin 1993, ce qui lui vaut une notoriété nationale. Elle a publié depuis de très nombreux articles et enquêtes sur les politiques cyclables.
Elle est nommée en 2003 directrice du Congrès mondial Vélo-City de Paris, organisé avec la Fédération européenne des cyclistes.
Elle apparaît en 2013 dans le film de Laurent Védrine La Reine bicyclette, histoire des Français à vélo. L'écrivain et cyclonaute Claude Marthaler lui rend hommage dans le livre À tire-d’elles : Femmes, Vélo et Liberté (éditions Slatkine, 2016). Trois pages lui sont consacrées dans l'ouvrage de Noël Jouenne, Notes sur le vélo et la bicyclette, regard ethnologique sur une pratique culturelle

## Cabinet de Michel Barnier et Berges de la Seine
À la faveur de sa réputation d'experte du vélo, elle est nommée en 1993 au cabinet du ministre de l'Environnement Michel Barnier, chargée de mission vélo. Ce poste préfigure la création du « comité de suivi de la politique vélo ».
Elle propose notamment à Michel Barnier l'ouverture aux piétons et aux cyclistes des Berges de la Seine, mesure lancée le 10 juillet 1994 et reprise par le Maire Jean Tiberi à la Toussaint 1994 puis progressivement tous les dimanches et maintenue par la Mairie de Paris depuis.

## Fonctions électives
En 2014, Isabelle Lesens est élue conseillère d'arrondissement dans le 15e arrondissement de Paris sur une liste d'union UMP-UDI-Modem menée par le député de Paris Philippe Goujon, co-président du Club des parlementaires pour le vélo. Elle est déléguée à l’espace public et aux mobilités actives, poste qu'elle occupe toujours en 2024.